# Harvey Barnes (Radsportler)
Harvey Barnes (* 16. Februar 1999 in Cookstown) ist ein irischer Radsportler, der vorrangig Rennen in Kurzzeitdisziplinen auf der Bahn bestreitet.

## Sportlicher Werdegang
Seit 2017 ist Harvey Barnes im Leistungsradsport aktiv. 2019 wurde er gemeinsam mit Tony Mairs und Jamie Alexander irischer Meister im Teamsprint; in Keirin und Sprint wurde er Vize-Meister. 2020 errang er die nationalen Titel in Sprint, Keirin und Teamsprint (mit James Glasgow und Liam Collins). Bis einschließlich 2023 errang er insgesamt zehn nationale Titel auf der Bahn.

## Erfolge
2019
- Irischer Meister – Teamsprint (mit Tony Mairs und Jamie Alexander)

2020
- Irischer Meister – Sprint, Keirin, Teamsprint (mit James Glasgow und Liam Collins)

2021
- Irischer Meister – Sprint, 1000-Meter-Zeitfahren

2022
- Irischer Meister – 1000-Meter-Zeitfahren

2023
- Irischer Meister – Sprint, Keirin, 1000-Meter-Zeitfahren

2024
- Irischer Meister – Sprint, Keirin

2025
- Irischer Meister – Zeitfahren